# 平上片寄
平上片寄（たいら かみかたよせ）は、福島県いわき市の大字である。郵便番号は970-8011。

## 地理
いわき市中央部の平地区に属し、地区内中部に位置する。北で平絹谷、東で平下片寄、南で平中神谷、平上神谷、南西で平大室、西で平四ツ波とそれぞれ隣接する。平上神谷には当地の飛地が存在する。概ね町村制施行以前の磐城郡上片寄村の流れを汲む地域である。石森山東山麓、二級水系夏井川水系赤沼川上流部流域を範囲とする。平野部に水田が広がり、山裾に集落が広がる。内郷御厩町に所在するいわき中央警察署及び平字正内町に所在する平消防署がそれぞれ管轄にあたる。

### 主な字
字
- 堂ノ作
- 菖蒲沢
- 竹ノ花
- 棆町
- 寺下
- 矢田ノ目

- 下平
- 石町
- 一町田
- 作田
- 柳沢
- 才子作

- 関場
- 森戸
- 大平
- 藤倉
- 根廻
- 上ノ内

## 河川
- 赤沼川
  - 矢田の目川
  - 片寄川

## 歴史
- 1879年1月27日 - 笠間藩領上片寄村が福島県内における郡区町村制の施行により磐城郡の村となる[4]。
- 1889年4月1日 - 町村制の施行により上片寄村が塩村、鎌田村、上神谷村、中神谷村、下片寄村と合併し、磐城郡神谷村が発足する。旧上片寄村域は神谷村の大字となる[4]。
- 1896年4月1日 - 磐城郡と周辺郡との合併により石城郡が発足し、石城郡神谷村となる[4]。
- 1950年5月15日 - 神谷村が平市と合併し、平市の大字となる[4]。
- 1966年10月1日 - 平市が磐城市・常磐市・内郷市・勿来市、石城郡小川町・遠野町・四倉町・川前村・田人村・好間村・三和村、双葉郡久之浜町・大久村と合併しいわき市となり、いわき市平地区の大字となる[4]。

## 世帯数と人口
2023年10月31日現在の世帯数と人口は以下の通りである。
| 大字     | 世帯数 | 人口  |
| -------- | ------ | ----- |
| 平上片寄 | 75世帯 | 448人 |

## 小・中学校の学区
市立小・中学校に通う場合、学区は以下の通りとなる。
| 番地           | 小学校                 | 中学校                 |
| -------------- | ---------------------- | ---------------------- |
| 字菖蒲沢、下平 | いわき市立平第二小学校 | いわき市立平第二中学校 |
| 上記を除く全域 | いわき市立平第六小学校 | いわき市立平第二中学校 |

## 交通

### 道路
- 一級市道鎌田上片寄線
- 一級市道泉崎上片寄線

### バス
新常磐交通路線バス
- （いわき駅方面） - 上片寄公民館 - 太陽の里いわき - 昌平中高前
  - いわき駅～昌平中高
  - 小名浜～玉川～鹿島～昌平中高
- （小名浜方面） - 太陽の里いわき - 昌平中高前
  - 小名浜～鹿島～ＮＴ～昌平中高

## 施設
- いわき市フラワーセンター（施設内東側の一角のみ）
- 東日本国際大学附属昌平中学・高等学校
- 社会福祉センター 太陽の里いわき
- 北部清掃センター
- 上片寄公民館
- いわき精機
- 日蓮宗本行寺
- 浄土宗寿蔵寺
- 二十四番札所堂ノ作観音
- 八坂神社
- 三谷渡神社